# جيل هينيسي
جيل هينيسي (بالإنجليزية: Jill Hennessy)‏ مواليد 25 نوفمبر 1968 في إدمونتون، ألبرتا، هي مغنية كندية بدأت مسيرتها الفنية عام 1988. وهي أيضا ممثلة.

## روابط خارجية
- جيل هينيسي على موقع IMDb (الإنجليزية)
- جيل هينيسي على موقع ألو سيني (الفرنسية)
- جيل هينيسي على موقع ميوزك برينز (الإنجليزية)
- جيل هينيسي على موقع أول موفي (الإنجليزية)
- جيل هينيسي على موقع قاعدة بيانات برودواي على الإنترنت (الإنجليزية)
- جيل هينيسي على موقع قاعدة بيانات الأفلام السويدية (السويدية)
- جيل هينيسي على موقع إن إن دي بي (الإنجليزية)
- جيل هينيسي على موقع أول ميوزيك (الإنجليزية)
- جيل هينيسي على موقع ديسكوغز (الإنجليزية)
- جيل هينيسي على موقع قاعدة بيانات الفيلم (الإنجليزية)